# يوكو ناكامورا
يوكو ناكامورا (بالكانا:なかむら ゆうこ) هي ممثلة يابانية، ولدت في 7 يناير 1975 في اليابان.

## أعمال

### أفلام
- (2015) أختنا الصغيرة[4]

## وصلات خارجية
- يوكو ناكامورا على موقع IMDb (الإنجليزية)
- يوكو ناكامورا على موقع أول موفي (الإنجليزية)
- يوكو ناكامورا على موقع قاعدة بيانات الفيلم (الإنجليزية)

لم يتم العثور على روابط لمواقع التواصل الاجتماعي.